# Kopalnie żelaza Tele-Nugar
Kopalnie żelaza Tele-Nugar – dawne kopalnie żelaza zlokalizowane w Regionie Guéra, w Czadzie. Znajdują się one 150 km na południe od miasta Melfi.
Zostały odkryte w 1911 roku, zajmują obszar o średnicy ok. 1000 metrów. Oprócz źródła żelaza, pełniły również funkcję schronu dla ludności królestwa Wadaj. W 2005 roku kopalnie zostały wpisane na listę informacyjną UNESCO.